# 9-й штурмовой авиационный корпус
9-й штурмовой авиационный Лодзинский Краснознамённый корпус (9-й шак) — соединение Военно-Воздушных сил (ВВС) Вооруженных Сил РККА, принимавшее участие в боевых действиях Великой Отечественной войны.

## Наименования корпуса
- 1-й смешанный авиационный корпус;
- 9-й штурмовой авиационный корпус;
- 9-й штурмовой Лодзинский авиационный корпус;
- 9-й штурмовой Лодзинский Краснознаменный авиационный корпус.

## Создание корпуса
9-й штурмовой авиационный корпус создан 14 ноября 1944 года путём преобразования из 1-го смешанного авиационного корпуса

## Расформирование
9-й Лодзинский Краснознаменный штурмовой авиационный корпус был расформирован в мае 1946 года

## В действующей армии
- с 21 ноября 1944 года и по 9 мая 1945 года, всего 170 дней[2]

## В составе объединений
| Объединение                                                          | Период                  |
| -------------------------------------------------------------------- | ----------------------- |
| 16-я воздушная армия 1-го Белорусского фронта                        | 21.11.1944 — 10.06.1945 |
| 16-я воздушная армия Группа Советских оккупационных войск в Германии | 10.06.1945 — 05.1946    |

## Соединения и части корпуса
- 3-я гвардейская штурмовая Валдайско-Ковельская Краснознамённая ордена Суворова авиационная дивизия
  - 33-й гвардейский штурмовой Воронежский Краснознамённый ордена Суворова авиационный полк
  - 70-й гвардейский штурмовой Белорусский Краснознамённый ордена Суворова авиационный полк
  - 71-й гвардейский штурмовой Радомский Краснознамённый ордена Суворова авиационный полк
- 300-я штурмовая Томашувская ордена Суворова авиационная дивизия
  - 106-й штурмовой Померанский ордена Богдана Хмельницкого авиационный полк
  - 382-й штурмовой авиационный полк (расформирован в октябре 1944 года)
  - 724-й штурмовой Радомский Краснознамённый авиационный полк
  - 904-й штурмовой Берлинский ордена Суворова авиационный полк
- 391-я отдельная авиационная эскадрилья связи
- 265-я отдельная рота связи
- 36-й отдельный взвод аэрофотослужбы
- 1846 военно-почтовая станция

По состоянию на 20 июня 1945 г.
- 3-я гвардейская штурмовая Валдайско-Ковельская Краснознамённая ордена Суворова авиационная дивизия (расформирована в декабре 1945 года)
  - 33-й гвардейский штурмовой Воронежский Краснознамённый ордена Суворова авиационный полк (в декабре 1945 года передан в 11-ю гв. шад)
  - 70-й гвардейский штурмовой Белорусский Краснознамённый ордена Суворова авиационный полк (в декабре 1945 года передан в 300-ю шад)
  - 71-й гвардейский штурмовой Радомский Краснознамённый ордена Суворова авиационный полк (в декабре 1945 года передан в 300-ю шад)
- 300-я штурмовая Томашувская ордена Суворова авиационная дивизия (в апреле 1946 года передана в состав 11-й ВА ЗакВО)
  - 106-й штурмовой Померанский ордена Богдана Хмельницкого авиационный полк (в декабре 1945 года передан в 11-ю гв. шад)
  - 724-й штурмовой Радомский Краснознамённый авиационный полк (в декабре 1945 года расформирован)
  - 904-й штурмовой Берлинский ордена Суворова авиационный полк (в декабре 1945 года расформирован)
- 11-я гвардейская штурмовая Нежинская Краснознамённая ордена Суворова авиационная дивизия
  - 173-й гвардейский штурмовой Слуцкий Краснознамённый ордена Кутузова авиационный полк
  - 174-й гвардейский штурмовой Слуцкий Краснознамённый авиационный полк
  - 175-й гвардейский штурмовой Слуцкий Краснознамённый ордена Суворова авиационный полк
- 391-я отдельная авиационная эскадрилья связи
- 265-я отдельная рота связи
- 36-й отдельный взвод аэрофотослужбы
- 1846 военно-почтовая станция

## Командование корпуса
- Генерал-майор авиации Крупский Иван Васильевич[4], период нахождения в должности с ноября 1944 года по май 1946 года

## Участие в операциях и битвах
- Висло-Одерская операция[4] с 12 января 1945 года — 3 февраля 1945 года
- Варшавско-Познанская операция с 14 января 1945 года по 3 февраля 1945 года
- Восточно-Померанская операция[4] с 10 февраля 1945 года по 4 апреля 1945 года
- Берлинская операция[4] с 16 апреля 1945 года по 8 мая 1945 года

## Боевой путь корпуса
С ноября 1944 года части корпуса в составе 16-й воздушной армии по указанию Ставки начали подготовку к новой наступательной операции, в которой предстояло освободить Польшу, разгромить немецко-фашистскую группу армий «А», выйти на Одер и обеспечить условия для нанесения завершающего удара по Берлину. Эта операция получила наименование Висло-Одерской.
В ноябре командующий войсками фронта установил взаимодействующие между собой соединения сухопутных войск и авиации. После этого командиры их смогли детально отработать порядок совместных действий на специальных занятиях и практически на местности, применительно к характеру предстоящих боевых действий. Получив предварительно задачи, они совместно со штабами разработали планы взаимодействия на первые дни операции, документы управления войсками и сигнальные таблицы.
После проведения командованием фронта военной игры с командующими и начальниками штабов армий, начальниками их оперативных отделов, разведки и связи 25 — 27 декабря 1944 года командующий 16-й Воздушной армией провел такое учение с командирами и начальниками штабов авиакорпусов и дивизий. Игра проходила по реальному плану предстоящей операции и преследовала такие цели: уяснение задач в операции, тренировка в оценке обстановки и принятии решения, отработка взаимодействия между родами авиации и с подвижными войсками, перебазирования авиации в операции, а также управления авиацией и ведения разведки. В ходе учения командарм дал практические указания по применению всех родов авиации в предстоящей операции. Это была репетиция выполнения задач, поставленных командующим войсками фронта перед воздушной армией. Содержание проведенных учений на картах до начала операции сохранялось в глубокой тайне.
В начале января 1945 года командиры групп всех авиаполков выезжали на передний край, где изучали местность и расположение огневых средств врага. Конечным звеном в подготовке командиров групп авиадивизий явилась командирская разведка, проведенная с воздуха незадолго до наступления для уточнения целей и способов действий по ним.
С 14.1.1945 г. части корпуса, участвуя в Висло-Одерской операции, прикрывают войска и переправы через Вислу на Пулавском плацдарме, 16-го января громят вражеские войска на участке дороги Радом-Опочка-Томашув. С 14 января части и дивизии принимают участие в Висло-Одерской наступательной операции. 17 января в ознаменование освобождения Варшавы Москва салютовала соединениям 1-го Белорусского фронта и частям 1-й армии Войска Польского. В приказе Верховного Главнокомандующего указывалось, что в боях за овладение столицей союзной нам Польши вместе с войсками отличились летчики генерал-полковника авиации Руденко, генерал-лейтенантов авиации Брайко и Савицкого, генерал-майоров авиации Каравацкого, Токарева и Комарова, полковников Тимофеева, Белоусова, Сухорябова, Рассказова, Ситкина, Бузылева, Беркаля, Иванова и Ромейко, подполковников Наконечникова, Шерстюка и Гаврильченко.
19 января войска 1-го Белорусского фронта овладели городами Лодзь, Кутно, Томашув и другими. Москва салютовала доблестным войскам фронта, в том числе летчикам. Особо отличившийся 9-й шак удостоен почётного наименования Лодзинского.
20 января противник, преследуемый войсками фронта, продолжал отход за реку Варта. Части корпуса во взаимодействии с подвижными соединениями продолжали наносить удары по отходившим колоннам, железнодорожным станциям и скоплениям немецко-фашистских войск.
Сложные метеоусловия — снегопады и плохая видимость — ограничивали боевые действия нашей авиации. На выполнение задач высылались только наиболее опытные экипажи. 21 января штурмовики и бомбардировщики 16-й ВА под прикрытием истребительной авиации уничтожали железнодорожные эшелоны противника на станциях Иновроцлав, Крушвица, Дембовец, Серадз, Варто и Мацишевиче, скопления войск в районе Цельне и колонны по дорогам Шадек — Варто, Серадз — Блашки.
Начиная с 21 января погода резко ухудшилась, и авиация корпуса боевые вылеты выполнять не могла. В период 22 — 28 января по той же причине боевая деятельность велась весьма ограниченно; вылеты производились главным образом на прикрытие войск и воздушную разведку. Войска 1-го Белорусского фронта, преследуя разбитые части противника, с боями продолжали продвигаться к Одеру и 28 — 29 января перешли границу Германии. Частью сил войска фронта вели бои по уничтожению окруженного познанского гарнизона.
16-я Воздушная армия с утра 29 января из-за крайне неблагоприятных условий погоды вела боевые действия только мелкими группами штурмовиков и истребителей. Бомбардировочные авиадивизии в воздух не поднимались.
В последние дни января войска фронта, выйдя к Одеру, с ходу форсировали его и захватили плацдармы в районе Кюстрина.
В течение 1 — 3 февраля войска фронта, встретив возросшее сопротивление противника, вели напряженные бои за расширение плацдармов на Одере, а частью сил уничтожали окруженные войска в Познани и Шнайдемюле. К исходу 3 февраля они полностью очистили от противника восточный берег Одера.
Авиачасти из-за неблагоприятных метеоусловий (сплошная облачность высотой до 50 м, туманы, временами дожди) и размокания летных полей боевые действия вели ограниченно, выполняя преимущественно прикрытие войск на Одере и воздушную разведку.
С выходом советских войск на Одер и захватом плацдармов на его западном берегу в районе Кюстрина завершилась Висло-Одерская операция. Она закончилась разгромом немецко-фашистской группы армий «А» и полным освобождением Польши. Советская Армия вышла на подступы к Берлину, до которого оставалось 60 — 70 км.
В операции от Вислы до Одера корпус в составе 16-й ВА, удерживая господство в воздухе, оказывал непосредственную поддержку войскам фронта и прикрывал их от воздействия вражеской авиации. При развитии прорыва и преследовании немецко-фашистских войск штурмовики и истребители Воздушной армии, тесно взаимодействуя с подвижными соединениями фронта, уничтожали отходившие вражеские колонны и не давали возможности противнику закрепиться на промежуточных рубежах.
В феврале 1945 года, после завершения Висло-Одерской операции, корпус взаимодействует с войсками 1-го Белорусского фронта, которые продолжали боевые действия по расширению плацдармов в районе Кюстрина, по овладению крепостями Познань и Шнайдемюль, отражали контратаки противника на правом крыле фронта и вели подготовку к Восточно-Померанской операции. В период с 4 по 26 февраля авиация корпуса кроме поддержки войск фронта на Одере и борьбы за господство в воздухе содействовала войскам в уничтожении вражеского гарнизона в познанской крепости и в районах Шнайдемюля и Штаргарда.
12 марта 1945 г. Москва салютовала войскам 1-го Белорусского фронта, овладевшим городом Кюстрин.
Конец марта — начало апреля 45-го — авиачасти корпуса ведут подготовку к штурму Берлина и разведку с воздуха в полосе наступления советских войск — около 120-ти километров в ширину и до 90 км в глубину, включая Берлин.
С 16.4.1945 г. корпус принимает участие в Берлинской операции. За доблесть, мужество личного состава и образцовое выполнение боевых заданий командования в небе Берлина корпус награждается орденом Красного Знамени.
Согласно Директиве Ставки Верховного Главнокомандования № 11095 от 29 мая 1945 года 9-й штурмовой Лодзинский Краснознаменный авиационный корпус вошел в состав Группы Советских оккупационных войск в Германии.

## Почётные наименования
- 9-му штурмовому авиационному корпусу присвоено почётное наименование «Лодзинский»[5]
- 300-й штурмовой авиационной дивизии присвоено почётное наименование «Томашовская»[5]
- 71-му гвардейскому Краснознаменному штурмовому авиационному полку присвоено почётное наименование «Радомский»[6]
- 106-му штурмовому авиационному полку присвоено почётное наименование «Померанский»[7]
- 724-му штурмовому авиационному Краснознамённому полку за отличие в боях при овладении штурмом крупным промышленным центром Польши городом Радом – важным узлом коммуникаций и сильным опорным пнктом обороны немцев Приказом НКО № 09 от 19 февраля 1945 года[8] и на основании Приказа ВГК № 222 от 16 января 1945 года присвоено почётное наименование «Радомский»[9].
- 904-му ордена Суворова III степени штурмовому авиационному полку присвоено почётное наименование «Берлинский»[10]

## Награды
- 9-й штурмовой авиационный Лодзинский корпус Указом Президиума Верховного Совета СССР от 11 июня 1945 года за образцовое выполнение заданий командования в боях с немецкими захватчиками при овладении столицей Германии городом Берлин и проявленные при этом доблесть и мужество награждён орденом Красного Знамени[11].
- 3-я гвардейская штурмовая авиационная Валдайско-Ковельская Краснознамённая дивизия Указом Президиума Верховного Совета СССР от 28 мая 1945 года за образцовое выполнение заданий командования в боях при прорыве обороны немцев и наступлении на Берлин и проявленные при этом доблесть и мужество награждена орденом «Суворова II степени»[11].
- 300-я штурмовая авиационная Томашовская дивизия Указом Президиума Верховного Совета СССР от 20 марта 1945 года награждена орденом «Суворова II степени»
- 33-й гвардейский штурмовой авиационный Воронежский Краснознамённый полк Указом Президиума Верховного Совета СССР от 11 июня 1945 года за образцовое выполнение заданий командования в боях с немецкими захватчиками при овладении столицей Германии городом Берлин и проявленные при этом доблесть и мужество награждён орденом «Суворова III степени»[11].
- 70-й гвардейский штурмовой авиационный Белорусский Краснознамённый полк Указом Президиума Верховного Совета СССР от 11 июня 1945 года за образцовое выполнение заданий командования в боях с немецкими захватчиками при овладении столицей Германии городом Берлин и проявленные при этом доблесть и мужество награждён орденом «Суворова III степени»[11].
- 71-й гвардейский штурмовой авиационный Радомский Краснознамённый полк Указом Президиума Верховного Совета СССР от 11 июня 1945 года за образцовое выполнение заданий командования в боях с немецкими захватчиками при овладении столицей Германии городом Берлин и проявленные при этом доблесть и мужество награждён орденом «Суворова III степени»[11].
- 904-й штурмовой авиационный полк Указом Президиума Верховного Совета СССР от 19 февраля 1945 года за образцовое выполнение заданий командования в боях с немецкими захватчиками за овладение городом Радом и проявленные при этом доблесть и мужество награждён орденом «Суворова III степени»[11].